# Leopard 2PL
Leopard 2PL (в некоторых польских источниках — Leopard 2PL/M1) — модификация немецкого основного боевого танка Leopard 2A4, предназначенная для поставки в Вооружённые силы Польши.

## История
В 2002—2003 годах Польша закупила у Германии 128 танков Leopard 2A4, выпущенных в середине 1980-х годов, для которых в 2012 году начали разрабатывать план по модернизации под современные стандарты. В декабре 2012 года контракт на проведение модернизации был внесён в «План технической модернизации Вооруженных сил Польши на 2013—2022 годы». Спустя два года Польша приобрела у Германии ещё 14 танков Leopard 2A4.
В декабре 2015 года, после продолжительных переговоров между польскими компаниями Polska Grupa Zbrojeniowa (PGZ) и ZM Bumar-Łabędy SA, а также немецкой Rheinmetall Landsysteme GmbH был подписан контракт на модернизацию всех 142 купленных польской стороной образцов Leopard 2A4. Rheinmetall выступил в качестве стратегического партнёра, обеспечивая поставки электроники, вооружения и прочего оборудования. За работы по данному контракту немецкий Rheinmetall получил около 220 млн евро (или 3,29 млрд злотых). Серийный образец Leopard 2PL впервые был продемонстрирован публике в 2019 году в рамках выставки Międzynarodowy Salon Przemysłu Obronnego.
В сентябре 2020 года первые две машины получила 1-я Варшавская бронетанковая бригада. До конца 2023 года на вооружение Войска Польского поступило 62 танка Leopard 2PL.

## Модернизация
Польская программа модернизации танков Leopard 2A4 включала в себя:
- установку усовершенствованных специалистами польской компании Przemysłowe Centrum Optyki[пол.] тепловизионных камер и прицелов семейства «Asteria», уже применяемых польскими военными в конструкциях основного боевого танка PT-91 и бронетранспортёра Rosomak[англ.][4];
- установку дополнительной модульной защиты корпуса и башни 3+ поколения;
- замену гидравлической системы привода башни на электрическую[1];
- монтаж вспомогательной силовой установки;
- модернизация 120мм орудия[4] и адаптация его под новые типы снарядов[1].